# 橡樹長小蠹
橡樹長小蠹（学名：Platypus querci）为長小蠹蟲科長小蠹屬下的一个种。